# Jiří Káš
Jiří Káš (* 8. dubna 1979) je český fotograf, NEO handpanista a podnikatel.

## Činnost

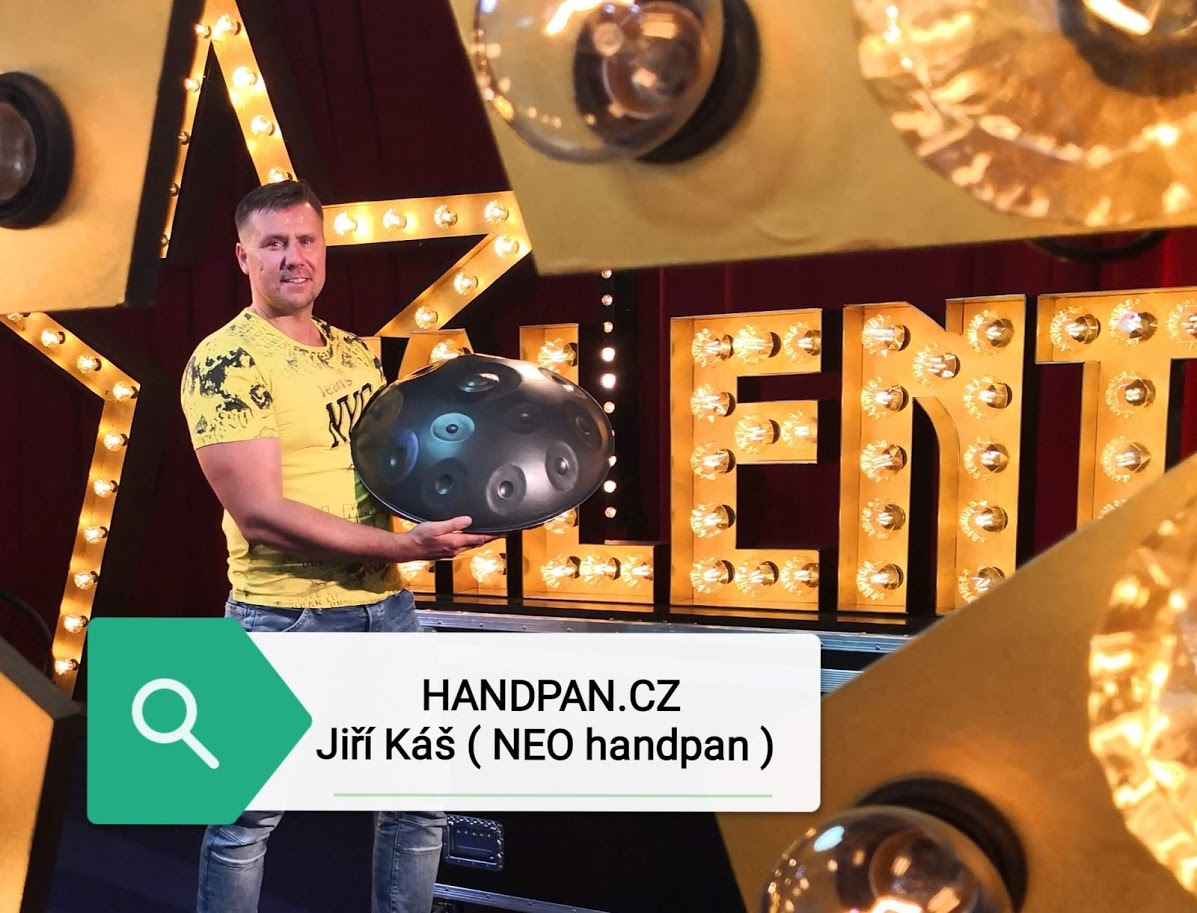
Jiří Káš - handpanista

Fotografování se profesionálně věnoval od roku 2002 do roku 2022. Začínal se sportovní tematikou, následovaly kulturní a společenské akce. Do povědomí veřejnosti se dostal v roce 2010, když navázal spolupráci s pánským magazínem Playboy, kde působil několik let jako hlavní fotograf. V roce 2010 zahájil spolupráci s motoristickým časopisem Svět motorů. Jeho tvorba zapůsobila v Číně na vydavatele magazínu Tatoo, kde publikoval sérii extravagantních fotografií ženských aktů. V letech 2007 až 2010 uskutečnil několik autorských i spoluautorských výstav v Praze a okolí zaměřených na sport, kulturu a ženskou krásu. Do hledáčku fotografa se dostala většina českých osobností kulturního a společenského života.
Od roku 2018 se věnuje hře na handpany a i jejich ruční výrobě pod značkou NEO handpan. Spolupracuje s profesionálními muzikanty jako jsou Varhan Orchestrovič Bauer, Lenka Dusilová, Michal Dvořák, Milan Steigerwald, Matěj Ruppert, Kamil Střihavka. 
V roce 2021 se zúčastnil TV soutěže Česko Slovensko má talent, kde postoupil do dalších kol. Objevil se v TV pořadech Inkognito (2023), Wifina (2024). Hostoval při koncertech Varhana Orchestroviče Bauera, Kamila Střihavky, vystupoval v divadle RockOpera Praha a doprovázel pořad Jaroslava Duška Duše K. 
Podniká v oblasti reklamy a marketingu.

## Soukromý život
V únoru 2017 představila herečka Michaela Kuklová veřejnosti fotografa Jiřího Káše jako svého partnera, v červenci oznámili ukončení vztahu.

## Dílo
- Playboy magazín
- Lidé a Země
- S míčem kolem Světa
- Svět motorů

## Spolupráce
- CN Center
- ČTK
- Amfora a další.

## Výstavy
- SportFoto
- Sportamatér foto
- Rock Opera
- Ženská krása ve fotografii